# 川村拓央
川村拓央（日语：川村 拓央，1975年7月4日—），日本男性配音員。出身於埼玉縣飯能市。身高184cm。O型血。

## 簡介
原屬Production baobab，現在是Bell Production所屬。舊藝名。

### 人物
出道前是TBS廣播電台節目《Kosakin的Wao！》和Kosakin其它節目的忠實聽眾。聲優出道後，於同電台節目單元的比賽中，模仿驢子的叫聲因為很像而獲得優勝，並在賽後還被錄製下來當電話鈴聲使用。此事也讓川村得到節目主持人小堺一機、關根勤的讚賞。
還有，他以聽眾身分參加2009年2月22日播出的TBS廣播另一齣電台節目《週日Sunday爆笑問題》時，模擬什麼樣的情況下應該作出什麼樣的即興回應。以及在其部落格表示稱說經常寫信到電台節目《小島慶子 Kira☆Kira》說自己是該節目的忠實聽眾等等。
2013年8月，離開出道以來14年間從屬的經紀公司Production baobab之後，以自由身持續參與。同年9月起加入Bell Production。
興趣：散步、動物觀察、貓的攝影、玩電視電子遊戲、聽廣播、格鬥技觀戰、讀書、開車。
資格：英檢3級、「文化、教養」專門士。
特長：模仿、似顏繪、踢踏舞。

## 演出
粗體字表示主要角色。

### 電視動畫
2000年
- 櫻花大戰 (TV動畫)
- WILD ARMS ～Twilight Venom～（日语：ワイルドアームズ トワイライトヴェノム）（主持人）

2001年
- 刃牙（北澤 等）
- 心之圖書館（神秘紳士）
- 幻想魔傳 最遊記（2001～2004，看守、士兵、妖怪）3系列
- 旋風的大鏢客（日语：旋風の用心棒）（混混）
- 地球防衛家族（接線員）
- 小小雪精靈（近所男子）
- 棋魂（足立俊輝、夏目 等）

2002年
- 朝霧的巫女（蒼鬼）
- G-on少女騎士團（男B）
- 東京地底奇兵（管制官）
- Weiß kreuz Glühen
- Fortune Dogs（日语：ふぉうちゅんドッグす）（2002～2003）
- 驚爆危機！（部下）
- 炎之蜃氣樓（亡靈）
- 魔力女管家 ～更美麗的事物～（幹部D）
- 陸上防衛隊（警備隊員）

2003年
- L/R -Licensed by Royal-（日语：L/R -Licensed by Royal-）（奇斯）
- 拜託了☆雙子星（貢太）
- 你所期望的永遠（教練）
- The Big O second season（市民）
- 音速小子X（じっちゃんA）
- 變形金剛：微型傳說（攝影師）
- 火影忍者（時雨）
- 鋼之鍊金術師（應試者）
- 魔偵探洛基RAGNAROK（強盗）
- 坦克王（帝國風暴兵C）

2004年
- 混沌武士（侍、店員）
- 蒼穹之戰神 Dead Aggressor（工作人員）
- 花右京女侍隊 La Verite（辛西亞的爸爸）

2005年
- 女孩萬歲 second season（老人顧客A）
- 初音島 Second Season（高野）

2006年
- 犬神！（男性顧客、店長）
- 機神咆吼DEMONBANE（日语：斬魔大聖デモンベイン）（史東）
- Happiness！（高溝八輔、派利亞）
- 暮蟬悲鳴時（2006～2007，熊谷勝也、守衛犬隊員）2系列

2007年
- 偶像大師 XENOGLOSSIA（記者）
- 古代王者 恐龍王 DKidz Adventure（助理導演）
- 羅密歐×茱麗葉（衛兵）
- Robby & Kerobby（日语：ロビーとケロビー）（本田葛尾）

2008年
- 死後文（葛西家的父親）
- 忍者亂太郎（2008～2020，射場亨、山本陣內〈第4代〉、彗鬼〈第3代〉 等）
- 名偵探柯南（2008～2020，伊丹靖家、澤田刑警、大城努、田端敦司、富田智 等）

2009年
- Phantom ～Requiem for the Phantom～（舎弟）
- 魯邦三世VS名偵探柯南（SP）

2010年
- 咎狗之血（葛文）

2011年
- 火影忍者疾風傳（岩次）
- Fate/Zero（暗殺者）

2012年
- 蠟筆小新（宅配員）（2012～2017，宅配員、警官B、藝人）

2014年
- 尋找失去的未來（柔道社社長、麗堂光）

2020年
- 暮蟬悲鳴時業／卒（2020～2021，熊谷勝也）2系列

### OVA
2001年
- 怪童丸（日语：怪童丸）

2004年
- 夏色的砂時計（瀨能政吉）

### 電影動畫
2002年
- 6 ANGELS（日语：シックス・エンジェルズ）（囚犯A）

2008年
- 蠟筆小新：風起雲湧的金矛勇者（犰狳怪人）

2012年
- 名偵探柯南：第11位前鋒（警備員）

### 遊戲
1996年
- 聖龍戰記（哥斯哥斯）

2002年
- 惡魔城 白夜協奏曲（馬克西姆·昆西、死神、吸血鬼伯爵）
- 如此地湛藍…（日语：果てしなく青い、この空の下で…。）（堀田武人）
- 夏色的砂時計（瀨能政吉）

2003年
- 魔法氣泡Fever（日语：ぷよぷよフィーバー）（〈親〉）

2004年
- THE 推理 ～一個都不留～（日语：THE 推理）（假面）

2005年
- 魔法氣泡Fever 2（日语：ぷよぷよフィーバー2）（〈親〉）

2006年
- 宇宙刑事魂（日语：宇宙刑事魂）（澤村大／宇宙刑事Shaider）
- 機神飛翔DEMONBANE（日语：斬魔大聖デモンベイン）（史東）
- （投手）
- 絕體絕命都市2 -冰凍的記憶-（日语：絶体絶命都市2 -凍てついた記憶たち-）（現場監督）
- （長谷部義明）
- Muv-Luv（石澤主將）
- Muv-Luv Alternative（門兵1）

2007年
- CRYSIS（電台廣播）
- 戰神II 終焉的序曲（神官1）
- （三浦圭介）
- 暮蟬悲鳴時祭（日语：ひぐらしのなく頃に祭）（熊谷勝也）
- Routes PE、Routes PORTABLE（日语：Routes）（惡七兵衛景清）

2008年
- 無限迴圈 ～古城之夢～（日语：インフィニットループ 古城が見せた夢）（魯克斯）
- 咎狗之血 True Blood（葛文）
- 暮蟬悲鳴時絆（日语：ひぐらしのなく頃に絆）（熊谷勝也）

2009年
- 頌歌的聖歌姬 ～天使樂譜A樂章～（日语：アンティフォナの聖歌姫 〜天使の楽譜 Op.A〜）（西奧博）
- 魔界戰記2 PORTABLE（世界的格羅薩瓦）

2010年
- 戰國BASARA3（尼子晴久）
- 粉紅鐘聲Continue（聖約翰·卡梅倫）
- Fallout：New Vegas（巴爾普斯·印加塔）

2011年
- 第2次超級機器人大戰Z 破界篇

2013年
- 神明與命運革命的悖論（京極撒塔那帝亞[9]）
- Z/X 絕界聖戰（奎因·福賽斯[10]）

2015年
- 暮蟬悲鳴時粹（熊谷勝也）
- 魔法氣泡!! Quest（日语：ぷよぷよ!!クエスト）（[11]）

### 廣播劇CD
- Weiß kreuz Dramatic Image Album III SCHWARZ I（電視的聲音〈男〉、警官）
  - Weiß kreuz Wish A Dream collection II A four-leaf clover（治郎）
- Gift（天海春彥）
- （松田一也）
- 暮蟬悲鳴時（熊谷勝也）
- 勇星戰隊☆[12][注 3]

### 外語配音

#### 電影
- 28日後（Jones二等兵〈Leo Bill〉）
- 第三十九級台階（英语：The 39 Steps (2008 film)）
- 搞事樂園
- 天使愛美麗
- 現代啟示錄（Johnny）※Pony Canyon特別完整VHS版。
- 黑鷹計劃（Todd Blackburn上等兵〈奧蘭多·布魯姆〉）
- 舞動人生（25歲時的Billy Elliot〈Adam Cooper〉）※DVD版。
- 鬼馬小精靈（英语：Casper (film)） ※DVD、BD版。
- 瘋狂的塞西爾（英语：Cecil B. Demented）
- 入侵腦細胞 ※影碟版。
- 危機總動員：疾素攔截（英语：Con Express）
- 光榮歲月（英语：Days of Glory (2006 film)）（Saïd Otmari〈賈梅·德布茲〉）
- 第九禁區（Fundiswa Mhlanga）
- 請勿打擾（英语：Do Not Disturb (1999 film)）（Billy Boy Manson〈Michael A. Goorjian〉）
- 死亡實驗（69號囚犯／Joe〈Wotan Wilke Möhring〉）※影碟版。
- 追夢高手（英语：Hardball (film)）
- 親密關係（英语：Intimacy (2001 film)）
- 亡命戰車（芬蘭語：Iron Horsemen）（Seeker〈Matti Pellonpää〉）
- 大白鯊（Cassidy）※東京電視台版。
- 巴蒂諾爾先生（英语：Monsieur Batignole）
- Nid de guêpes／The Nest（英语：The Nest (2002 film)）
- 週末夜狂熱（喬伊〈約瑟夫·卡利（英语：Joseph Cali）〉）※新DVD版。
- 天兆 ※影碟版。
- 偷天遊戲 ※富士電視台版。
- 聖誕夜瘋狂（英语：'Twas the Night）
- 航站情緣（Wei-lin）※DVD版。
- 小偷（英语：The Thief (1997 film)）
- 寂寞城市（英语：Things You Can Tell Just by Looking at Her）（Jay〈Noah Fleiss〉）
- 女孩第一名（英语：Where the Heart Is (2000 film)）
- 企業戰士（英语：Yamakasi (film)）（Baseball〈Châu Belle Dinh〉）

#### 電視影集
- 美猴王 (2001年迷你電視影集)
- 太平洋戰爭（Carlo Basilone）
- 金剛戰士系列
  - 金剛戰士：太空戰隊（英语：Power Rangers in Space）（Cola Riser、Leeds Lizard）
  - 金剛戰士：銀河戰隊（英语：Power Rangers Lost Galaxy）（Mutant Ram）

#### 動畫
- 神探加傑特

### 廣播劇
- VOMIC 千金小姐新嫁娘。（日语：お嬢様はお嫁様。）（極樂院永遠子的父親〈極樂院信夫〉）
- VOMIC 奇怪忍者青江菜（毬栗里忍者）

### 旁白
- FC東京 電視節目旁白
- 俠盜獵車手V 廣告旁白
- 國家地理頻道 戰爭武器的歷史
- 小學館《小學一年級（日语：小学一年生）》附贈DVD

## 腳註

## 外部連結
- 川村拓央｜Bell Production （页面存档备份，存于） （日語）
- （日語）－川村拓央的官方個人部落格。